# هیو واکر (ورزشکار)
هیو واکر (انگلیسی: Hugh Walker; ۱ فوریهٔ ۱۸۸۸ – ۲۹ اکتبر ۱۹۵۸) بازیکن هاکی روی چمن اهل بریتانیا بود.